# Loretta Barcenas
Loretta A. Barcenas (sinh ngày 19 tháng 12 năm 1942) là một vận động viên chạy nước rút người Philippines. Cô đã tham gia thi đấu ở nội dung chạy tiếp sức 4 x 100 mét nữ tại Thế vận hội Mùa hè năm 1964.